# Fengtian-kliken
Fengtian-kliken (奉系; pintin: Fèng Xì) var en af flere kliker eller fraktioner, som brød ud fra Beiyang-kliken under krigsherre-tiden i Republikken Kina. Den har sit navn efter provinsen Fengtian (senere Liaoning) og blev anført af Zhang Zuolin. Fengtian-kliken kæmpede mod Zhili-kliken om kontrollen over Peking under den første Zhili-Fengtian-krig (1922) og anden Zhili-Fengtian-krig (1924).
Fengtian-klikens styrke begyndte at aftage under felttoget i Nordkina 1926-1928, som Koumintang satte ind mod de nordlige krigsherrer. Under retræten nord over i 1928 sprængte Zhang Zuolins japanske støtter hans tog og dræbte ham. Efter japanernes snigmord på ham overtog hans søn, Zhang Xueliang, lederskabet af kliken. Zhang Xueliang gik der efter over til Chiang Kai-shek med hele sin hær.